# Vanja Vonckx
Vanja Vonckx (Bonheiden, 12 februari 1973) is een Belgisch voormalig wielrenster.

## Carrière
Vonckx won tal van wedstrijden in haar carrière waarvan de meeste lokale Belgische wedstrijden waren. Daarnaast won ze het Europese kampioenschap voor politieagenten en meerdere wedstrijden in Frankrijk. Ze werd Belgisch kampioen bij de nieuwelingen en won brons bij de junioren; bij de elite werd ze een keer tweede en twee keer derde. In 2000 nam ze deel aan de Olympische Spelen waar ze een 40e plaats reed.